# تخیلات دکتر پارناسوس
تخیلات دکتر پارناسوس یک فیلم فانتزی که در سال ۲۰۰۹ میلادی توسط تری گیلیام کارگردانی شده‌است. نویسندگان این فیلم تری گیلیام و چارلز مک کوئن می‌باشند. بازیگران این فیلم هیت لجر، کریستوفر پلامر، ورنی ترویر، لیلی کول، اندرو گارفیلد، تام ویتس، جانی دپ، کالین فارل و جود لا می‌باشند.